# П'ята хвиля (фільм)
«П'ята хвиля» (англ. The 5th Wave) — американський науково-фантастичний трилер режисера Джея Блейксона, заснований на однойменному романі Ріка Янсі. У головних ролях — Хлоя Морец, Нік Робінсон, Рон Лівінгстон, Меггі Сіфф, Алекс Роу, Марія Белло, Майка Монро та Лів Шрайбер. Прем'єра стрічки в США призначена на 15 січня 2016, в Україні — на 21 січня 2016.

## Сюжет
Чотири хвилі інопланетного вторгнення спустошили більшу частину Землі. 16-річна Кессі Селіван — одна з небагатьох, що вижили. На фоні постійних загроз і серед суцільного хаосу, дівчина намагається знайти і врятувати свого молодшого брата.
Скоро наближається п'ята хвиля... 

## У ролях
| Актор          | Роль            |
| -------------- | --------------- |
| Хлоя Морец     | Кессі Салліван  |
| Нік Робінсон   | Бен Періш       |
| Рон Лівінгстон | Олівер Салліван |
| Меггі Сіфф     | Ліза Салліван   |
| Алекс Роу      | Еван Вокер      |
| Марія Белло    | сержант Резник  |
| Майка Монро    | Рінгер          |
| Лев Шрайбер    | полковник Вош   |
| Закарі Артур   | Семмі Салліван  |
| Тоні Револорі  | Дамбо           |
| Таліта Бейтман | Чашка           |

## Виробництво
Основою сценарію стрічки «П'ята хвиля» стала перша частина однойменної фантастичної трилогії американського письменника Ріка Янсі.
У березні 2012 року, Columbia Pictures придбала права на екранізацію трилогії з Гремом Кінгом і Тобі Маґвайером як продюсерами. 15 квітня 2014 було офіційно оголошено, що фільм за сценарієм Сюзанни Грант зніме британський режисер Джей Блейксон, а головну героїню зіграє Хлоя Ґрейс Морец.

### Зйомки
Основні зйомки почалися 18 жовтня 2014 в Атланті, штат Джорджія і тривали три місяці — до 17 січня 2015 року.
11 січня 2015 року, під час зйомок сцени з вибухом автобуса, які проходили в місті Мейкон, штат Джорджія, піротехнічна апаратура дала збій і полум'ям були пошкоджені будинки на одній з міських вулиць. Виробнича компанія пообіцяла покрити всі збитки, пов'язані з ремонтом будівель.